# Villa Cristina (Napoli)
Villa Cristina, a Napoli, è una delle ville vesuviane del Miglio d'oro; è sita in corso San Giovanni n. 879.
L'edificio storico, costituito da tre piani, trae le proprie origini nel XVIII secolo; in seguito, venne profondamente rimaneggiato in chiave neoclassica. Tuttavia, sono ancora riscontrabili vari elementi del primitivo progetto: come ad esempio gli stucchi delle finestre e le aperture ellittiche su uno dei fronti; anche la disposizione a C dei corpi di fabbrica, chiusi in contrapposizione all'atrio e giardino, è rimasta intatta.
Oggi, l'antica struttura è in precarie condizione conservative; infatti, si registrano profonde crepe sulle scale del complesso e solai.